# Buffonellodes ridleyi
Buffonellodes ridleyi is een mosdiertjessoort uit de familie van de Buffonellodidae. De wetenschappelijke naam van de soort is voor het eerst geldig gepubliceerd in 1883 door MacGillivray.